# Екс сир Вијен
Екс сир Вијен (фр. Aixe-sur-Vienne) насеље је и општина у централној Француској у региону Лимузен, у департману Горња Вијена која припада префектури Лимож.
По подацима из 2004. године у општини је живело 5 622 становника, а густина насељености је износила 246 становника/km². Општина се простире на површини од 22,85 km². Налази се на средњој надморској висини од 221 метар (максималној 343 m, а минималној 190 m).

## Демографија
| 1962. | 1968. | 1975. | 1982. | 1990. | 1999. | 2011. |
| ----- | ----- | ----- | ----- | ----- | ----- | ----- |
| 3.745 | 4.065 | 4.819 | 5.520 | 5.566 | 5.466 | 5.488 |

График промене броја становника у току последњих година